# Украинцы в Санкт-Петербурге

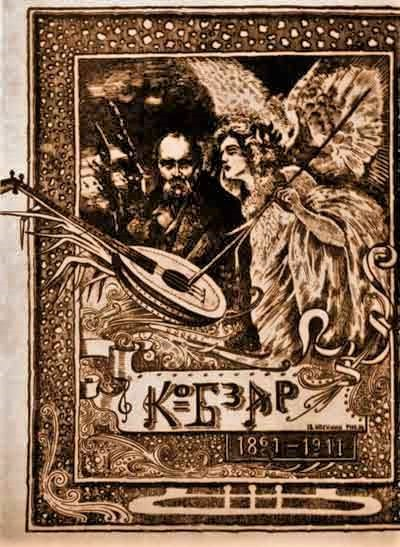
«Кобза́рь» - сборник поэтических произведений Тараса Шевченко, изданный в Санкт-Петербурге в 1911 году

Украинцы в Санкт-Петербурге (укр. Українці у Санкт-Петербурзі) — одна из национальных общин, проживающих в Санкт-Петербурге, которая сложилась исторически и внесла вклад в развитие города.
По официальным данным переписей населения в Санкт-Петербурге проживает значительное количество граждан, которые идентифицируют себя как украинцы, что формально делает её крупнейшим по численности национальным меньшинством в городе.
В Санкт-Петербурге провел значительную часть жизни Тарас Григорьевич Шевченко — украинский поэт, прозаик, мыслитель, живописец, этнограф и общественный деятель, в городе была издана значительная часть его литературных произведений.

## История
Украинская община, в те времена именуемая малороссийская — существовала фактически с начала образования города с образованием полтавского землячества, активно принимающего участие в строительстве Петербурга и в дальнейшем способствовало переселению и обустройству в городе украинцев. В 1798 году в городе была издана поэма Ивана Котляревского «Энеида» на украинском языке.
Формирование украинской общины продолжилось в XIX веке, и она стремительно росла, достигнув примерной отметки более 10,000 человек к началу XX века. Культурная близость к русскому населению препятствовала созданию национальных организаций. Однако первая такая организация «Громада» начала действовать в 1858 году. В 1861—1862 годах на украинском языке издавался журнал «Основа». В эти же времена по инициативе Тараса Шевченко была организована ещё одна крупная национальная организация — Землячество имени Тараса Шевченко, оно стало выпускать на украинском языке газету «Кобзарь».
В 20—30-х годах XX века свою работу начал Украинский дом просвещения, который ставил театральные пьесы украинских авторов. Помимо этого выходцы с Украины составляли 30—40 % врачей военно-медицинской академии.

## Современность
Условно современная петербургская украинская община разделена на 2 части:
- Первая существовала на протяжении нескольких поколений и оказалась подвержена русификации и утратила свою национальную идентичность, превратившись в типичных городских граждан с украинскими фамилиями[4].
- Вторая часть помнит украинский язык и многие из них могут готовить украинские блюда[4]. Они также чаще всего имеют родственников на Украине[9]. Украинцы традиционно могут отмечать дни Ивана Купалы, День Святого Николая и День независимости Украины[4].

|  |  |  |

Украинская община широко представлена в кругу учёных, врачей, бизнесменов, работников ресторанной сферы и студентов. Примечательно, что большинство петербургских священнослужителей прибыли из Западной Украины.
С 1997 года в городе действует «Украинская национально-культурная автономия», которая ставит перед собой цель пропаганды культурно-творческого наследия Украины. Организация пользуется поддержкой со стороны городских властей и владеет собственным «домом национальностей» на Моховой, 15. Сегодня, помимо этого, в городе действуют такие украинские организации, как «Полтавское землячество», «Союз Донбассовцев», Филиал Всемирного клуба одесситов — «Клуб одесситов Санкт-Петербурга "Северная Пальмира"» и «Общество имени Тараса Шевченка», которые каждый год организуют мероприятия, такие, как «Гоголевские дни», «Украинская весна» и множество других. Обсуждается вопрос о создании двуязычных гимназий с основными языками: русским и украинским для детей из украинской диаспоры.
В Петербурге расположено множество ресторанов и кафе, где готовят украинские национальные блюда. Самое первое заведение было открыто в 1997 году. Также издаются 3 украинские газеты, посвящённые Украине и украинской общине, однако все они издаются на русском языке.

## Демографическая статистика
По официальным данным на 2010 год, 64446 человек определили себя как украинцы, однако их число превышает 150,000 человек, которое, помимо этого, не учитывает многих жителей, утерявших в результате ассимиляции свою украинскую идентичность и причисляющих себя к русским.
Реальное количество всех украинцев Петербурга может достигать цифры в 300 тыс. человек. По словам и. о. консула Украины в Санкт-Петербурге, каждый второй петербуржец в той или иной степени имеет украинские корни.  
Динамика численности украинского населения в городе Санкт-Петербург
| 1897  | 1926  | 1939  | 1959  | 1970  | 1979   | 1989   | 2002  | 2010  |
| ----- | ----- | ----- | ----- | ----- | ------ | ------ | ----- | ----- |
| 5 203 | 10781 | 54660 | 68308 | 97109 | 117412 | 150982 | 87119 | 64446 |